# Kürrenberg
Kürrenberg ist mit etwa 1200 Einwohnern ein Stadtteil bzw. ein Ortsbezirk der Stadt Mayen im nördlichen Rheinland-Pfalz und war bis 1970 eine eigenständige Gemeinde. Kürrenberg ist ein staatlich anerkannter Erholungsort.
Kürrenberg liegt etwa drei Kilometer nordwestlich der Kernstadt. Zum Ortsbezirk gehört auch der Wohnplatz Karbachsberg.

## Geschichte
Erstmals urkundlich erwähnt wurde der Ort im Jahre 1110.
Am 7. November 1970 wurde Kürrenberg nach Mayen eingemeindet.

## Politik
Der Ortsbezirk Kürrenberg wird durch einen Ortsvorsteher und einen Ortsbeirat vertreten, der sieben Mitglieder umfasst, die zuletzt bei der Kommunalwahl am 9. Juni 2024 in einer personalisierten Verhältniswahl gewählt wurden.
Die Sitzverteilung im gewählten Ortsbeirat:
| Wahl | SPD | CDU | FDP | FWM | Gesamt  |
| ---- | --- | --- | --- | --- | ------- |
| 2024 | 2   | 4   | –   | 1   | 7 Sitze |
| 2019 | 3   | 3   | –   | 1   | 7 Sitze |
| 2014 | 3   | 4   | –   | –   | 7 Sitze |
| 2009 | 3   | 3   | –   | 1   | 7 Sitze |
| 2004 | 4   | 3   | –   | –   | 7 Sitze |

- FWM = Freie Wähler Mayen e. V.

Sascha Flinsch (CDU) wurde am 16. Juli 2024 Ortsvorsteher von Kürrenberg. Bei der Direktwahl am 9. Juni 2024 war er als einziger Bewerber mit einem Stimmenanteil von 83,4 % für fünf Jahre gewählt worden. Sein Vorgänger Siegmar Stenner (SPD) hatte das Amt seit 2002 inne und kandidierte 2024 nicht erneut als Ortsvorsteher.

## Infrastruktur
Eine Schule gibt es seit 1874, einen Kindergarten seit 1991. Nachdem die Grundschule im Jahre 2000 in ein neues Gebäude umzog, gibt es in der alten Schule ein Bürgerhaus.

## Persönlichkeiten
- Heinrich Reining (1885–1961), Unternehmer, Jäger, Gründer und Inhaber der Constructa-Werke GmbH, in Kürrenberg verstorben, nach ihm ist der Reiningweg benannt.

Kürrenberg
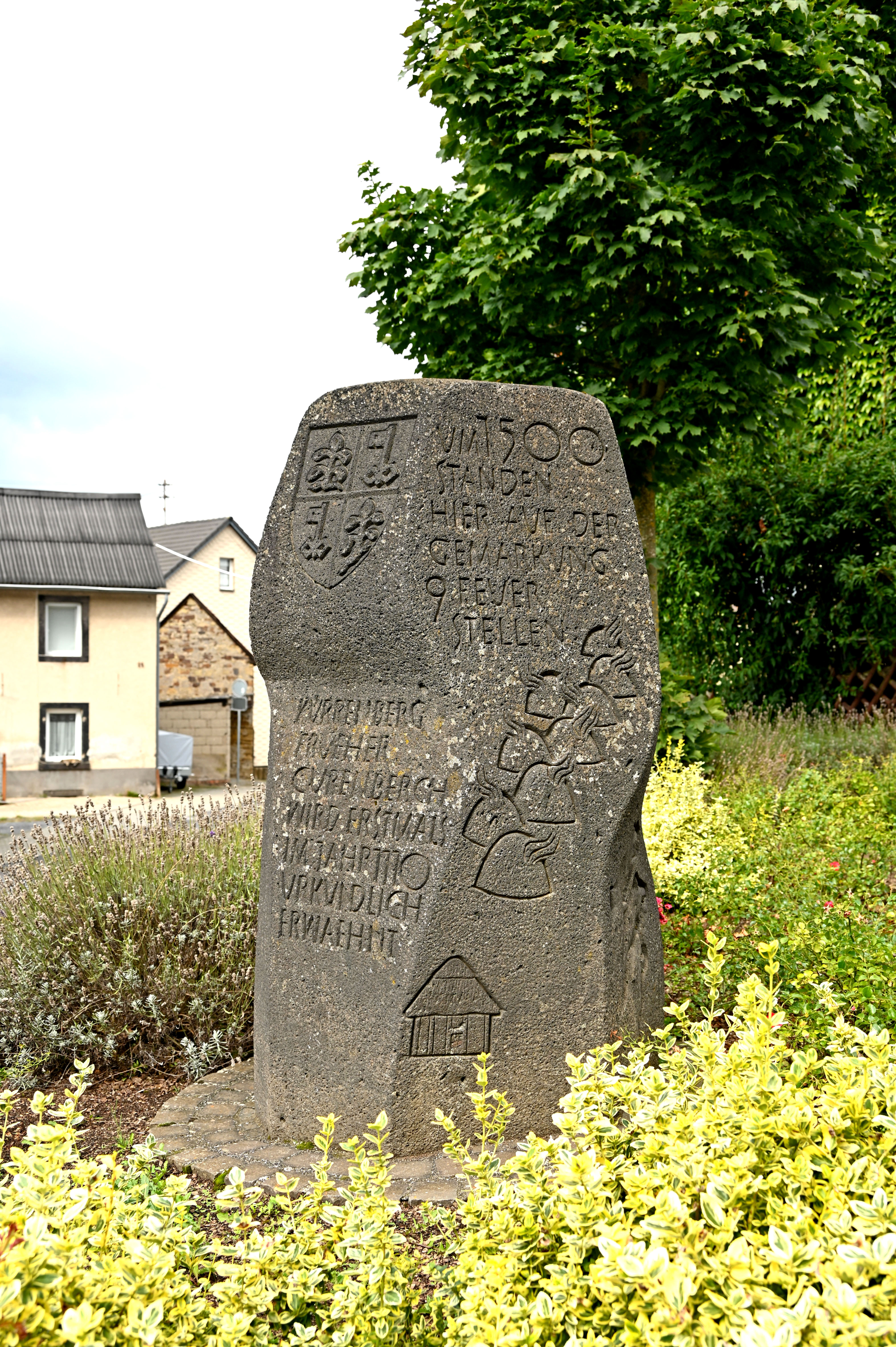
Ortsstein
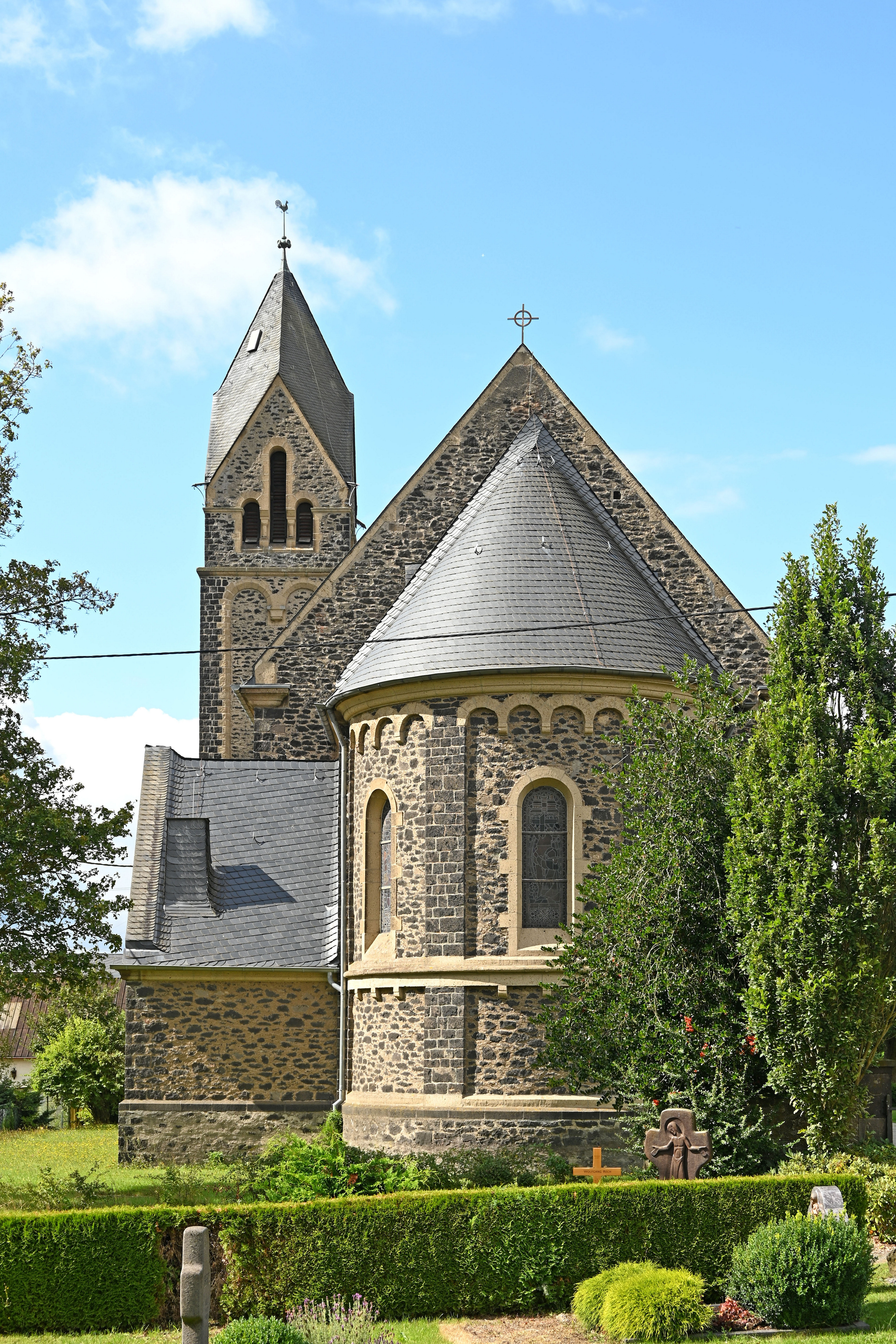
St. Bernhard
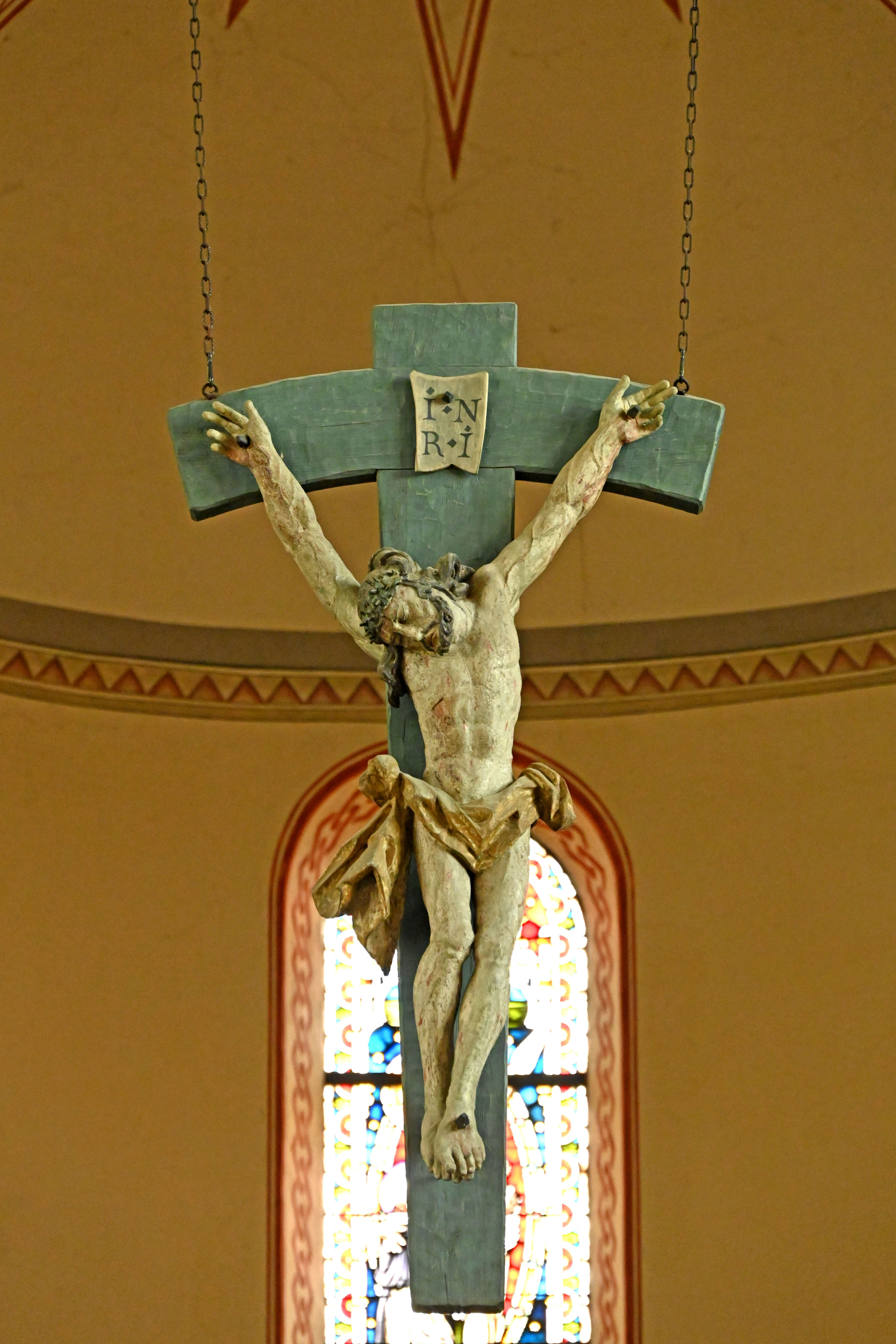
Kruzifix
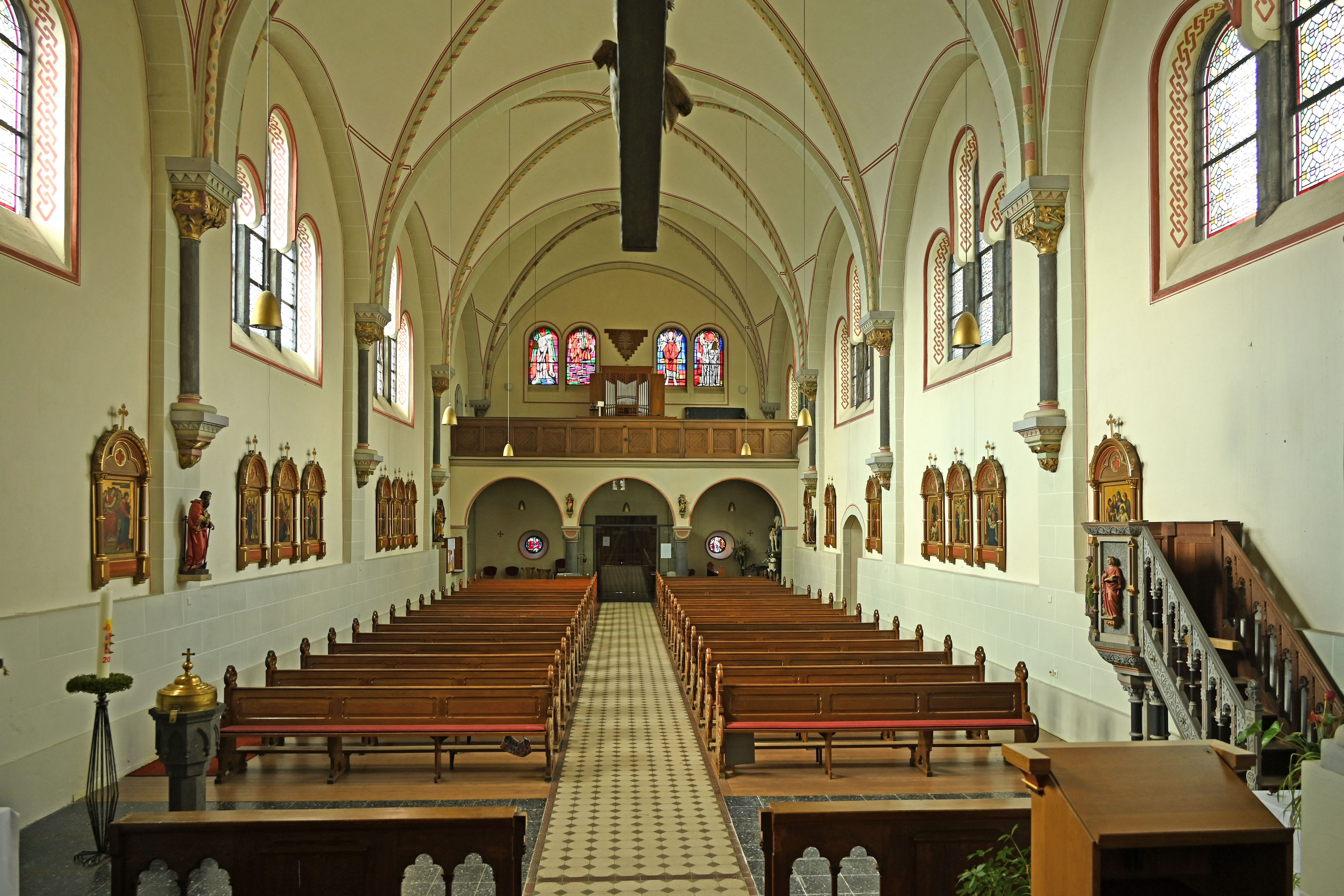
Innenraum
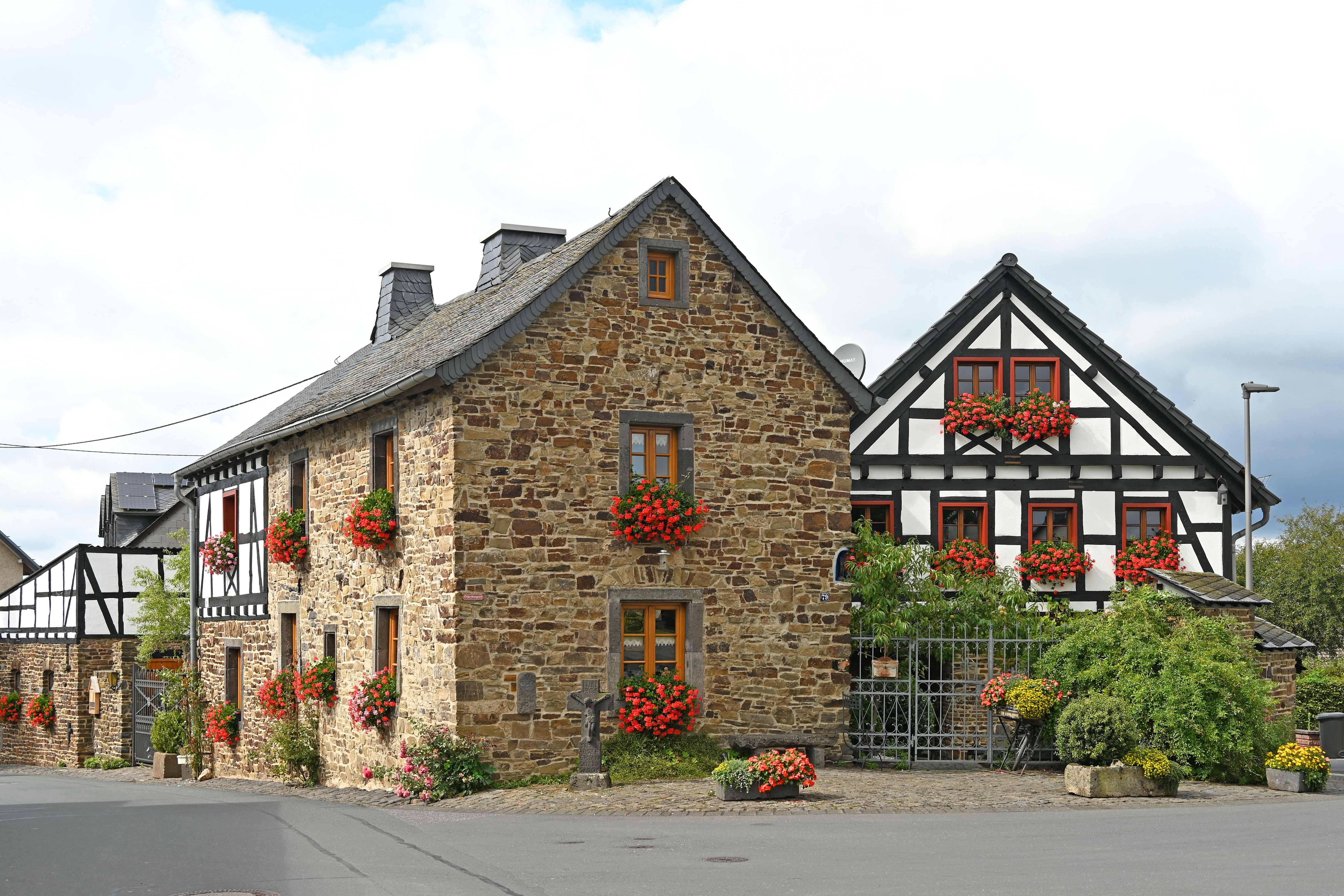
Ortsimpression
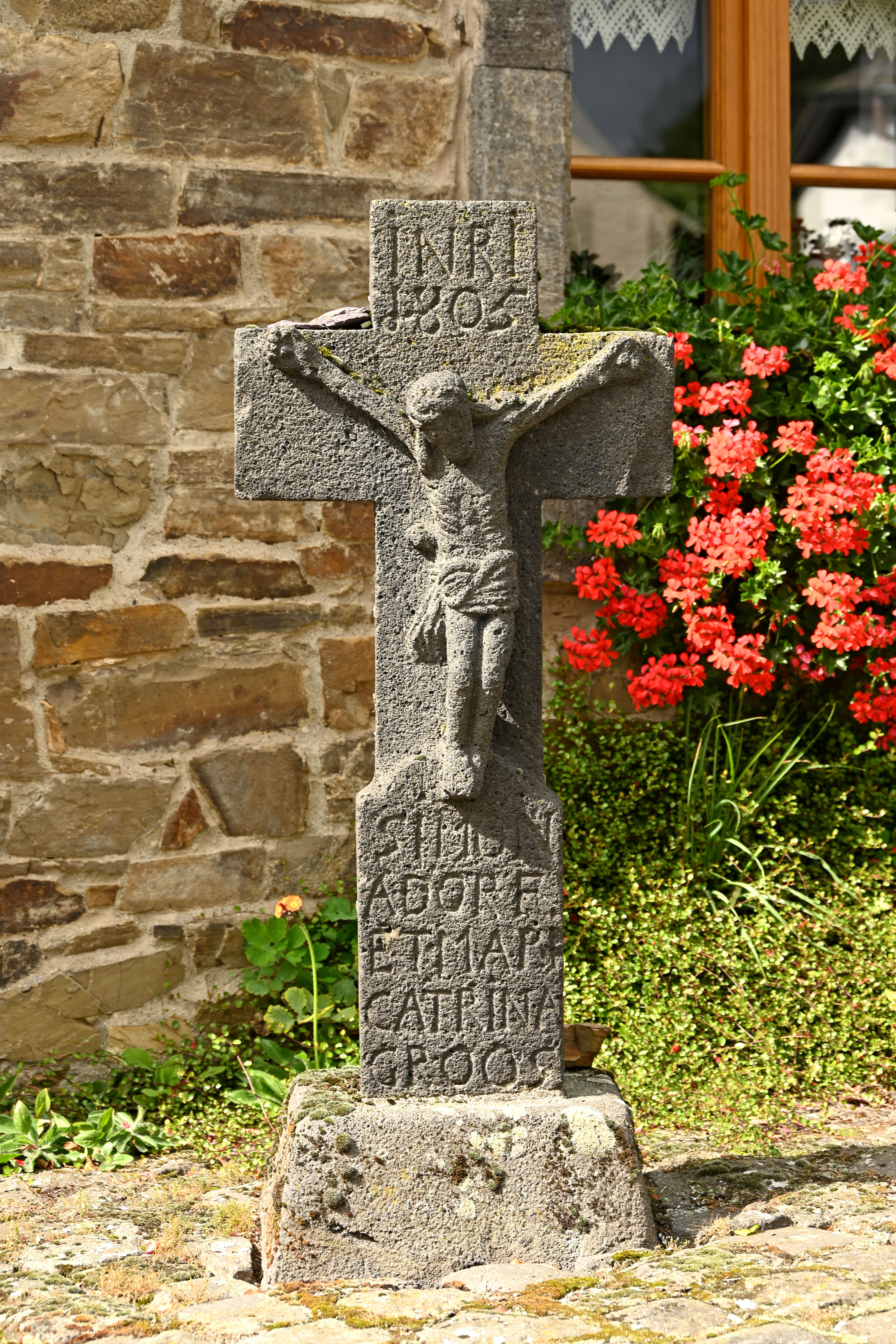
Wegekreuz
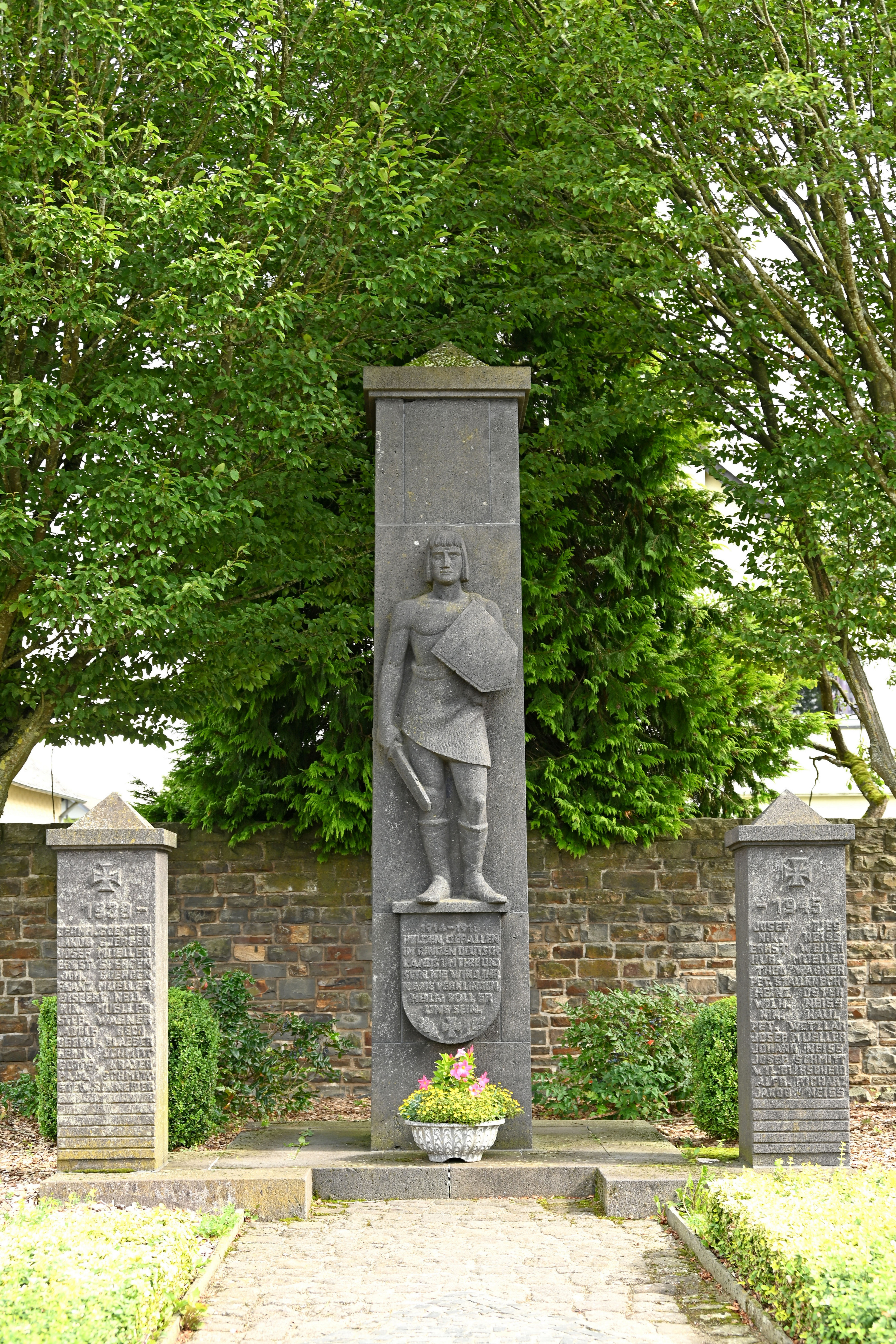
Kriegerdenkmal
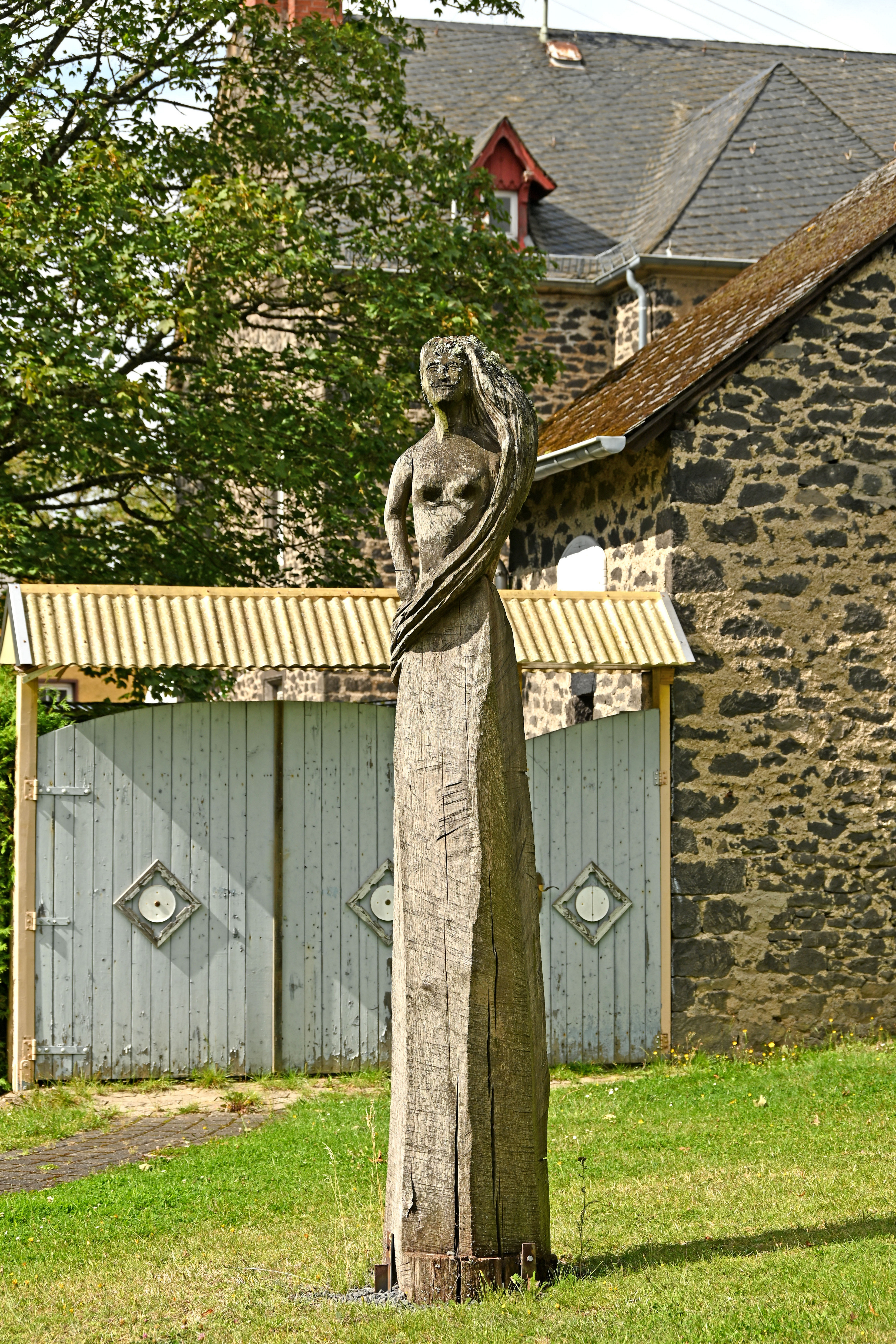
Open Air Galerie